# Vine (démon)

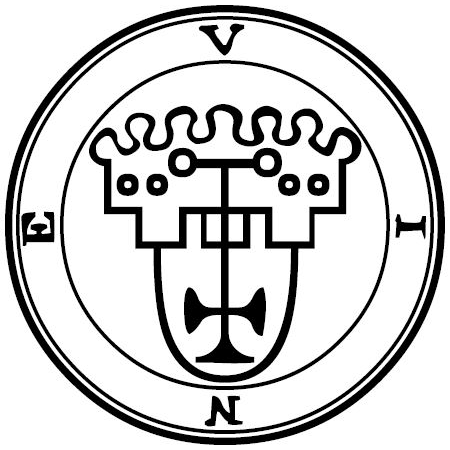
Le sceau de Vine selon Mathers.

Vine ou Vinea est un démon issu des croyances de la goétie, science occulte de l'invocation d'entités démoniaques.
Le Lemegeton le mentionne en 45e position de sa liste de démons tandis que la Pseudomonarchia daemonum le mentionne en 45e position,.
Roi et comte de l'enfer, Vine se montre furieux comme un lion. Un cheval noir lui sert de monture et il tient une vipère à la main. Il bâtit les maisons, enfle les rivières et connait le passé. 19 légions lui obéissent.